# باريس تورز 1933
باريس تورز 1933 هو سباق دراجات هوائية، وهو الموسم رقم 28 من باريس تورز، وأقيم في 1933.
فاز بالمركز الأول Jules Merviel ‏، وبالمركز الثاني أنطونين ماغني، وبالمركز الثالث لودفيغ غيير.

## الفائزون
| الترتيب | الفائز         |
| ------- | -------------- |
| الفائز  | Jules Merviel ‏ |
| الثاني  | أنطونين ماغني  |
| الثالث  | لودفيغ غيير    |